# Värnpliktsstrejken

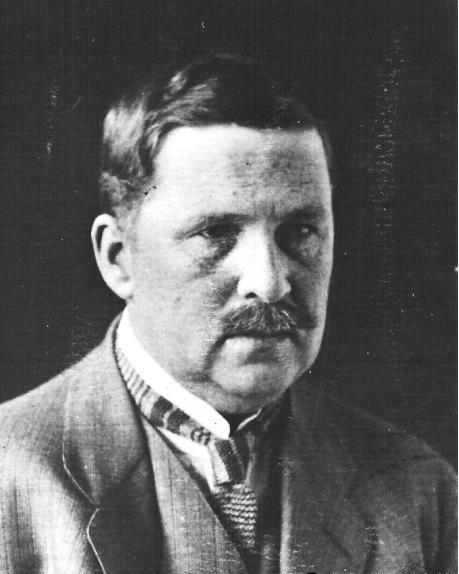
Alvar Palmgren.

Värnpliktsstrejken var en av det hemliga sällskapet Kagalen organiserad aktion mot värnpliktsuppbåden i Finland 1902–1904, som ansågs vara olagliga; initiativtagare var botanikern Alvar Palmgren. 
År 1901 inlämnades en medborgaradress, som innehöll nästan en halv miljon namn, till senatens ekonomiedepartement i protest mot värnpliktslagen. Uppbåden verkställdes nämligen med stöd av 1901 års värnpliktslag, som i praktiken innebar att den existerande finska armén upplöstes och att de värnpliktiga förvandlades till ryska trupper. Vid uppbåden våren 1902 infann sig endast omkring 40% av de uppbådade, men sedan bröt de ryska motåtgärderna udden av strejken; 1903 och 1904 infann sig omkring 70%. Redan 1902 inställde sig emellertid 75–90% i Åbo och Björneborgs län (inklusive Åbo stad), stora delar av Tavastehus län, Nylands län (med undantag av svenskbygderna), S:t Michels, Viborgs och Kuopio län samt Södra Österbotten. Flest uteblev i Vasa och Uleåborgs län, Norra Karelen och det svenskspråkiga Nyland. Även i städerna (med undantag av Åbo, Kotka och Raumo) var motståndet kompakt. 
Värnpliktsstrejken framstod som en seger för det passiva motståndet, då ryssarna till stor del tack vare aktionen övergav sina planer på att driva igenom lagen. Tillämpningen av denna uppsköts efter ständernas så kallade stora petition i mars 1905 på obestämd tid. De flesta värnpliktsvägrarna hade benådats redan föregående höst efter tronföljaren Aleksej Nikolajevitjs födelse. I stället uppkom snart frågan om särskilda avgifter ur statskassan, de så kallade militärmiljonerna, som ersättning för den upphävda värnplikten. Strejken ledde även till svårigheter och obstruktionsåtgärder i kommunalförvaltningen som skulle tillsätta uppbådsnämnder och för prästerskapet som skulle kungöra uppbåden från predikstolen. Strejken bidrog till den även annars tilltagande emigrationen från Finland i början av 1900-talet.